# Guatteria alutacea
Guatteria alutacea är en kirimojaväxtart som beskrevs av Friedrich Ludwig Diels. Guatteria alutacea ingår i släktet Guatteria och familjen kirimojaväxter.

## Underarter
Arten delas in i följande underarter:
- G. a. alutacea
- G. a. angustifolia
- G. a. alutacea
- G. a. steinbachii